# Tàu địa ngục

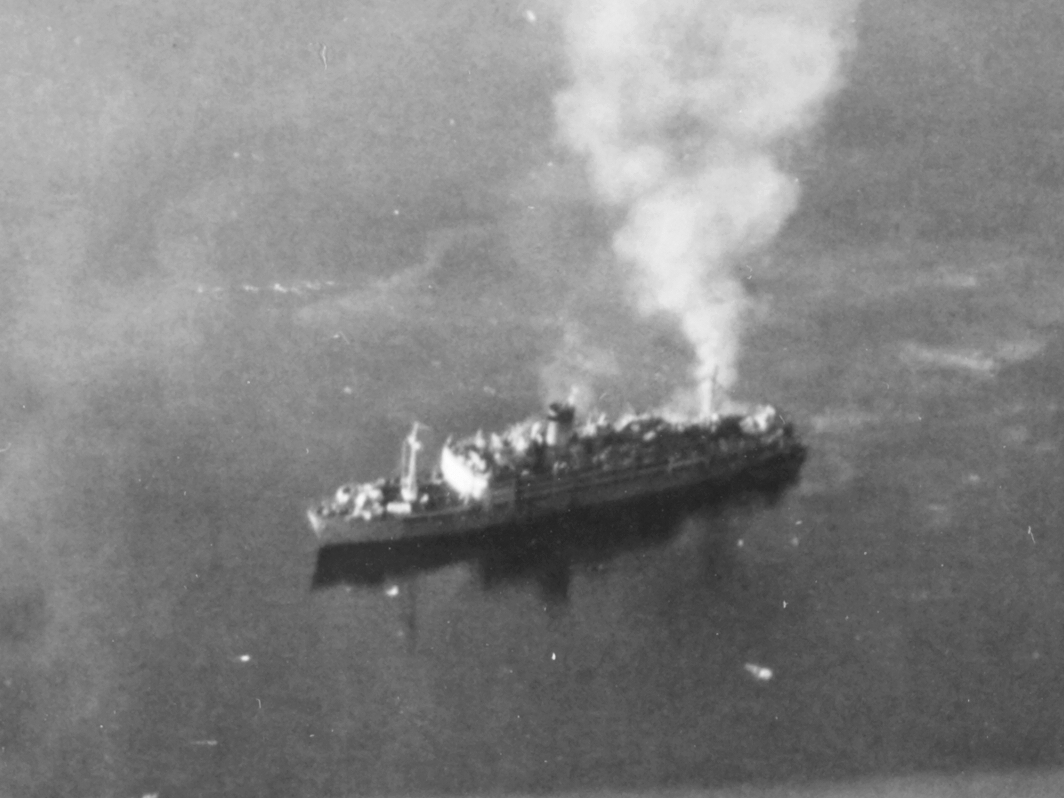
Ōryoku Maru, một trong những tàu địa ngục bị không quân Mỹ tấn công trên vịnh Manila

Tàu địa ngục (tiếng Anh: Hell ship, tiếng Nhật: ヘルシップ) là từ chỉ tàu thủy và tàu chiến được Nhật Bản dùng để vận chuyển tù binh phe Đồng minh trong Chiến tranh Thái Bình Dương. Tàu cũng chở cả tù nhân dân sự, lao động cưỡng bức rōmusha và những phụ nữ mua vui.
Biệt danh này phản ánh điều kiện vô nhân đạo dành cho tù nhân trên tàu. Tù nhân bị nhồi nhét trong hầm tàu thiếu thông gió và không đủ vệ sinh. Họ không được phát đủ thức ăn nước uống và bị quân Nhật đối xử tàn tệ. Thương  bệnh binh không nhận được hỗ trợ y tế. Hậu quả là có vô số người đã chết vì đói khát, kiệt sức, bệnh tật và thiếu dưỡng khí. Tuy nhiên, mối đe dọa lớn nhất cho tính mạng tù nhân lại chính là các cuộc tấn công của tàu ngầm và máy bay Đồng minh. Trong khoảng thời gian 1942-1945, ít nhất hàng chục tàu địa ngục đã bị Anh Mỹ đánh chìm. Số lượng nạn nhân có thể lên đến hàng nghìn người.
Các nguồn Nhật Bản tiết lộ con số khoảng 50.000 tù nhân được chuyên chở trên các tàu địa ngục, gần 10.800 người chết trên đường đi. Theo một số nhà nghiên cứu thì số nạn nhân có thể lên tới 21-22.000 người. Tàu địa ngục là nguyên nhân gây tử vong lớn thứ nhì cho tù binh Đồng minh bị Nhật Bản giam giữ, sau các trại lao động phục vụ xây dựng Đường sắt Miến Điện.

### Niên biểu tấn công

Tù binh Đồng minh sống sót từ Rakuyō Maru được tàu ngầm USS Queenfish tìm thấy tháng 9 năm 1944